# Aljona Zvantsova
Aljona Zvantsova (russisk: Алёна Владимировна Званцова) (født 11. september 1971 i Tomsk i Sovjetunionen) er en russisk filminstruktør og manuskriptforfatter.

## Filmografi
- Nebesnyj sud (Небесный суд, 2011)[1][2]